# Distrito de Lucknow
Lucknow (en hindi; लखनऊ ज़िला, urdu; لکھنؤ ضلع) es un distrito de India en el estado de Uttar Pradesh. Código ISO: IN.UP.LU.
Comprende una superficie de 2 528 km².
El centro administrativo es la ciudad de Lucknow.

## Demografía
Según censo 2011 contaba con una población total de 4 588 455 habitantes.